# Plagiochila stricta
Plagiochila stricta là một loài rêu trong họ Plagiochilaceae. Loài này được Lindenb. mô tả khoa học đầu tiên năm 1839.